# 2008年纳瓦拉大学汽车爆炸事件
2008年10月30日星期四，欧洲中部时间11时许（当地时间），坐落于西班牙北部纳瓦拉自治区首府潘普洛纳的納瓦拉大學发生一起汽车炸弹袭击事件。該起汽车炸弹襲擊造成21人受伤、无人死亡。数辆汽车被焚毁，一栋校楼受到部分焚烧。当时正逢雨天，外出人士较少，因而避免了更高的伤亡数。西班牙首相何塞·萨帕特罗指责追求独立巴斯克国的埃塔组织为这场袭击的肇事者。这是纳瓦拉大学自1952年建校以来第六次遭受恐怖袭击。

## 过程
28日，西班牙警方分别在潘普洛纳和巴伦西亚逮捕涉嫌为埃塔组织成员的三名男子和一名女子，并缴获一些武器和100多千克的爆炸物。西班牙内政大臣阿尔弗雷多·佩雷斯·鲁瓦尔卡瓦称这伙人“正准备实施袭击，目标地可能是纳瓦拉”。
29日晚，用于此次爆炸事件中的那辆白色标致牌小轿车在巴斯克自治區苏马亚被偷窃。
当地时间9时50分，巴斯克自治區阿拉瓦省首府维多利亚警方的拘留与援助工作室接到一名自称是埃塔组织代言人的男子的电话。“埃塔代言人”在对话中警告说有一辆携载一枚炸弹的白色标致牌小轿车将会在附近的一所大学校园场地内被他引爆，但没有明确给出具体校名和引爆时间。
警方随即派出队伍速奔维多利亚市内最大的大学，阿拉瓦大学。他们在校园场地上展开了全面的搜查工作，但最终未能搜到符合“埃塔代言人”电话中所描述的轿车。
当地时间11时许，东北100多公里外，坐落于邻省纳瓦拉自治区首府潘普洛纳市内的納瓦拉大學主楼东侧停车场的一角发生了爆炸事件。调查显示爆炸是由停泊在车场上的一辆白色标致牌小轿车引爆的。因生起的火焰炙热，致使停泊于白轿车周围的几辆轿车的油箱点燃。许多教室的玻璃被爆炸震裂，大部分受伤人员都是被飞碎的玻璃片划伤的。最终消防队在一小时后将火焰扑灭。
截至14时整，共有21人受轻伤，被送入潘普洛纳市内的三所医院。

## 反响
正在萨尔瓦多首都聖薩爾瓦多参加伊比利亚美洲首脑会议的西班牙国王胡安·卡洛斯与首相何塞·萨帕特罗在记者招待会中谴责了埃塔组织为了达到他们分裂国家的目的而使用的恐怖手段。首相萨帕特罗称之为“盲目且狂热的违法暴力活动”。
内政大臣鲁瓦尔卡瓦并没有将这次爆炸事件与二日前警方逮捕四名埃塔成员的行动作直接的联系。

## 参阅
- 埃塔组织
- 巴斯克地區
- 巴斯克分裂主义